# Caliris
Genre
Caliris est un genre d'insectes de l'ordre des Mantodea, de la famille des Tarachodidae et de la sous-famille des Caliridinae.

## Espèces
Caliris elegans - 
Caliris keralensis - 
Caliris masoni (type) - 
Caliris melli - 
Caliris pallens - 